# Lasa
Laas (Lasa) tiếng Ý: Lasa; tiếng Đức: Laas; Archaic (1143 AD): Las) là một đô thị ở tỉnh ] Bolzano-Bozen trong vùng Trentino-Alto Adige/Südtirol của Ý, có vị trí cách khoảng 70 km về phía tây bắc của thành phố Trento và khoảng 50 km về phía tây của thành phố Bolzano (de. Bozen). Tại thời điểm ngày 31 tháng 12 năm 2004, đô thị này có dân số 3.771 người và diện tích là 110,1 km².
Đô thị Laas (Lasa) có các frazioni (các đơn vị cấp dưới, chủ yếu là các làng) Allitz (Alliz), Eyrs (Oris), Tanas, Tarnell (Tarnello), Tschengls (Cengles), và Parnetz (Parnez).
Laas (Lasa) giáp các đô thị: Mals (Malles Venosta), Martell (Martello), Prad (Prato), Schlanders (Silandro), Schluderns (Sluderno), và Stilfs (Stelvio).